# Скутаре
Скутаре́ (болг. Скутаре) — село в Пловдивській області Болгарії. Входить до складу общини Мариця.

## Населення
За даними перепису населення 2011 року у селі проживали 2457 осіб.
Національний склад населення села:
| Національність   | Кількість осіб | Відсоток |
| ---------------- | -------------- | -------- |
| болгари          | 2002           | 86,4%    |
| цигани           | 277            | 12,0%    |
| турки            | 17             | 0,7%     |
| інша             | 3              | 0,1%     |
| не визначились   | 17             | 0,7%     |
| Всього відповіли | 2316           |          |

Розподіл населення за віком у 2011 році:
Динаміка населення: